# Csatavirág
A csatavirág (Polemonium) az hangavirágúak (Ericales) rendjébe tartozó csatavirágfélék (Polemoniaceae) családjának névadó nemzetsége. Mintegy 30, az északi félgömb hideg mérsékelt övi vagy sarkvidéki részein, illetve a dél-amerikai Andok déli részén élő faj tartozik ide. Több faj magashegységi.
Lágy szárú, évelő (ekkor rizómás), ritkán egyéves növények, 10–120 cm magasra nőnek, fényes zöld leveleiket lándzsás levélkék alkotják. Kék, néha fehér vagy rózsaszín, sugarasan szimmetrikus virágaik tavasszal vagy nyáron nyílnak. A pollen apertúráinak száma 30-100. Kromoszómaszámuk 2n=18.
A csatavirág-fajok egyes lepkefajok lárvái táplálékát adják, ilyen pl. a zsákhordó molyfélék közé tartozó Coleophora polemoniella.

## Fajai (nem teljes lista)
- Polemonium acutifolium
- Polemonium antarcticum
- Polemonium boreale
- Polemonium brandegeei
- Polemonium caeruleum – kék csatavirág
- Polemonium californicum
- Polemonium carneum
- Polemonium chartaceum
- Polemonium chinense
- Polemonium confertum
- Polemonium cuspidatum
- Polemonium delicatum
- Polemonium elegans
- Polemonium eximium
- Polemonium foliosissimum
- Polemonium gayanum
- Polemonium longii
- Polemonium mexicanum
- Polemonium micranthum
- Polemonium nevadense
- Polemonium occidentale
- Polemonium pauciflorum
- Polemonium pectinatum
- Polemonium pulcherrimum
- Polemonium reptans – indás csatavirág
- Polemonium sumushanense
- Polemonium vanbruntiae
- Polemonium viscosum
- Polemonium yezoense

### Fordítás
- Ez a szócikk részben vagy egészben a Polemonium című angol Wikipédia-szócikk ezen változatának fordításán alapul.  Az eredeti cikk szerkesztőit annak laptörténete sorolja fel. Ez a jelzés csupán a megfogalmazás eredetét és a szerzői jogokat jelzi, nem szolgál a cikkben szereplő információk forrásmegjelöléseként.

## Külső hivatkozások
- Flora of China: Polemonium
- Jepson Flora of California: Polemonium